# Махульский, Ян
Ян Генрик Маху́льский (пол. Jan Henryk Machulski; 3 июля 1928, Лодзь — 20 ноября 2008, Варшава, Польша) — польский актёр театра, кино и телевидения, театральный режиссёр и педагог.
В 1954 году окончил Государственную высшую актёрскую школу в Лодзи и в 1971 году — Государственную высшую театральную школу в Варшаве. Исполнял роли в театрах Ополя, Люблина, Лодзи и Варшавы. Декан отделения актёрского мастерства в лодзинской киношколе.
Жена — актриса Галина Махульска, сын — кинорежиссёр Юлиуш Махульский, который давал ему роли во всех своих фильмах.
Он умер от сердечного приступа в Варшаве в возрасте 80 лет. Похоронен на Воинском кладбище Пово́нзки в Варшаве.
На его похоронах играла музыка из фильма «Ва-Банк 2» — похоронный марш и регтайм.

## Избранная фильмография
- Последний день лета, 1958, режиссёр Тадеуш Конвицкий
- Вольный город, 1958, режиссёр Станислав Ружевич
- История одного истребителя, 1958, режиссёр Хуберт Драпелля
- Орёл, 1959, режиссёр Леонард Бучковский
- Цена одного преступления, 1960, режиссёр Ванда Якубовская
- Дневник пани Ганки, по одноимённому роману Тадеуша Доленги-Мостовича, 1963, режиссёр Станислав Ленартович,
- Рукопись, найденная в Сарагосе, по одноимённому роману Яна Потоцкого, 1964, режиссёр Войцех Хас,
- Аватар, или Замена душ, 1964, режиссёр Януш Маевский
- Жилец, 1966, режиссёр Януш Маевский
- Упырь,1967, режиссёр: Станислав Ленартович
- Девичий заговор, 1969, режиссёр Иероним Пшибыл,
- Польский альбом, 1970, режиссёр Ян Рибковский,
- Польские пути (телесериал), 1976, режиссёр Януш Моргенштерн,
- Ва-банк, 1981, режиссёр Юлиуш Махульский,
- Ва-банк 2, 1984, режиссёр Юлиуш Махульский,
- Кингсайз, 1987, режиссёр Юлиуш Махульский,
- И скрипки умолкли, 1988, режиссёр Александр Рамати,
- Дежа вю, 1989, режиссёр Юлиуш Махульский,
- Эскадрон, 1993, режиссёр Юлиуш Махульский,
- Киллер, 1997. режиссёр Юлиуш Махульский,
- Суперпродукция, 2002, режиссёр Юлиуш Махульский,
- Ва-банк 3, 2004, режиссёр Юлиуш Махульский,
- Эмилия, 2005, режиссёр Пётр Матвейчик.